# Slagelse
Slagelse anhörenⓘ (deutsch veraltet Schlagelsee) auf der dänischen Hauptinsel Seeland ist die größte Stadt in Südwest-Seeland. Sie liegt in der Region Sjælland.

## Geographie
Slagelse liegt im Westen Seelands, etwa 30 bis 50 m über dem Meeresspiegel. Geologisch befindet sich die Stadt auf der eiszeitlichen Grundmoränenlandschaft, die weite Teile Dänemarks einnimmt. Die Stadt gehört noch zum Einzugsgebiet der Hauptstadt Kopenhagen, dementsprechend gibt es viele Pendler.

## Geschichte
Die Geschichte der Stadt ist eng verknüpft mit der nahen Wikingerburg Trelleborg, die um 981 errichtet wurde und damit als erste Siedlung des Gebietes gilt.
Erstmals erwähnt wurde Slagelse in den Chroniken von Roskilde, als von 1074 bis 1088 die erste Kirche Sankt Michael von dem norwegischen Bischof Sven in der Stadt errichtet wurde. Die Kirchenbauten wurden 1150 mit der Sankt Peders Kirche und 1164 mit dem Antvorskov Kloster vervollständigt.
Am 13. Dezember 1288 erhielt die Siedlung durch König Erik Menved Stadtrechte. Bis 1233 wurde die bis heute bestehende, dritte Kirche Sankt Michael gebaut. Das Kloster war bekannt für die Heilkraft der in ihm lebenden Mönche, so dass viele Menschen die Stadt besuchten, was zu einem reichen Handel führte.
In den nächsten Jahrhunderten erhielt die Stadt unter anderem ein Lepra-Krankenhaus, aber auch viele Kirchen. 1300 erreichte eine Pestepidemie die Stadt, bei der mehr als ein Viertel der Einwohner starben.
Im Jahr 1500 kam der Theologe Hans Tausen als Mönch in die Stadt. Nach seiner Rückkehr aus Wittenberg und dem Ende seiner Gefangenschaft in Nyborg hielt er 1525 die erste protestantische Predigt der Stadt in der Klosterkirche. In der Folge wendeten sich die Einwohner der Stadt dem lutherischen Glauben zu. Die letzten Mönche verließen 1580 das Kloster Antvorskov, das daraufhin zur Burg Antvorskov, später zum Schloss Antvorskov umgebaut wurde. Auf dieser Burg starb 1585 Friedrich II. Die Burg blieb bis 1840 bestehen.
Zwischen 1515 und 1804 kam es in der Stadt zu mehreren großen Bränden. Dies führte zu einem Bevölkerungsrückgang und dem Verlust des mittelalterlichen Stadtkernes.
Zwischen 1600 und 1800 war in der Stadt eine Lateinschule ansässig, in der einige der größten Schriftsteller Dänemarks wie Bernhard Severin Ingemann, Jens Baggesen und Hans Christian Andersen unterrichtet wurden.
1856 erhielt die Stadt eine Bahnanbindung an die Strecke (Kopenhagen)-Roskilde-Korsør, wobei der Bahnhof aber einige Kilometer außerhalb der Stadt gelegen war. Der Bahnhof wurde erst 1892 in die Stadt verlegt. Im Jahre 1909 wurde ein Kraftwerk in der Stadt gebaut, welches 1995 zum Musikhaus Slagelse umgebaut wurde.

### Einwohnerentwicklung
Mit der Kommunalreform am 1. Januar 2007 wurde die alte Kommune Slagelse (1970–2006; 192,0 km²) mit den Kommunen Hashøj, Korsør und Skælskør zur neuen Slagelse Kommune vereinigt und zählt nun auf einem Gebiet von 567,34 km² 80.481 Einwohner (Stand 1. Januar 2025).
Entwicklung der Einwohnerzahlen der Kommune (jeweils zum 1. Januar):
- 1976 – 32.796
- 1981 – 33.579
- 1986 – 33.602
- 1989 – 34.075
- 1990 – 34.279
- 1992 – 34.578
- 1994 – 35.066
- 1996 – 35.444
- 1997 – 36.125
- 1998 – 36.261
- 1999 – 36.460
- 2000 – 36.463
- 2001 – 36.634
- 2002 – 36.593
- 2003 – 36.840
- 2004 – 37.021
- 2006 – 76.519
- 2007 – 76.949
- 2008 – 77.457
- 2009 – 77.457
- 2010 – 77.475
- 2011 – 77.442
- 2012 – 77.310
- 2013 – 77.167
- 2014 – 76.948
- 2015 – 77.293

## Kultur und Sehenswürdigkeiten

### Bauwerke
- Antvorskov Kloster
- Hellig Anders Kilde
- Hellig Anders Høj
- Kongedysse Dolmen
- Kirche Sankt Michael von 1300
- Trelleborg Wikingerburg

### Sport
In Slagelse gibt es den auch international erfolgreichen Handballverein Slagelse FH und den Slagelse Hockeyklub, der mehrere unterklassige Europapokaltitel gewinnen konnte. Slagelse B&I gehörte in den 1970er Jahren insgesamt vier Spielzeiten der höchsten dänischen Fußballliga an.

## Wirtschaft und Infrastruktur

### Verkehr
Slagelse besitzt eine gute Verkehrsanbindung. Durch die Storebælt-Brücke und dem damit verbundenen Ausbau der Europastraße 20 und der Bahnstrecke København–Fredericia ist Slagelse ein Verkehrsknotenpunkt.
Im Raum Slagelse verkehren drei kostenlose, nach Farben benannte Buslinien. Sie verkehren nur an Werktagen außerhalb der Schulferien.

### Bildung
Selandia - Center for Erhvervsrettet Uddannelse, ein Zentrum für berufsbezogenen Ausbildung, ist mit rund 15.000 Schülern, Studenten und Kursteilnehmern eine der größten Ausbildungszentren Dänemarks. In Slagelse befindet sich auch ein Campus der Syddansk Universitet (SDU) mit 2100 Studierenden.

## Militär

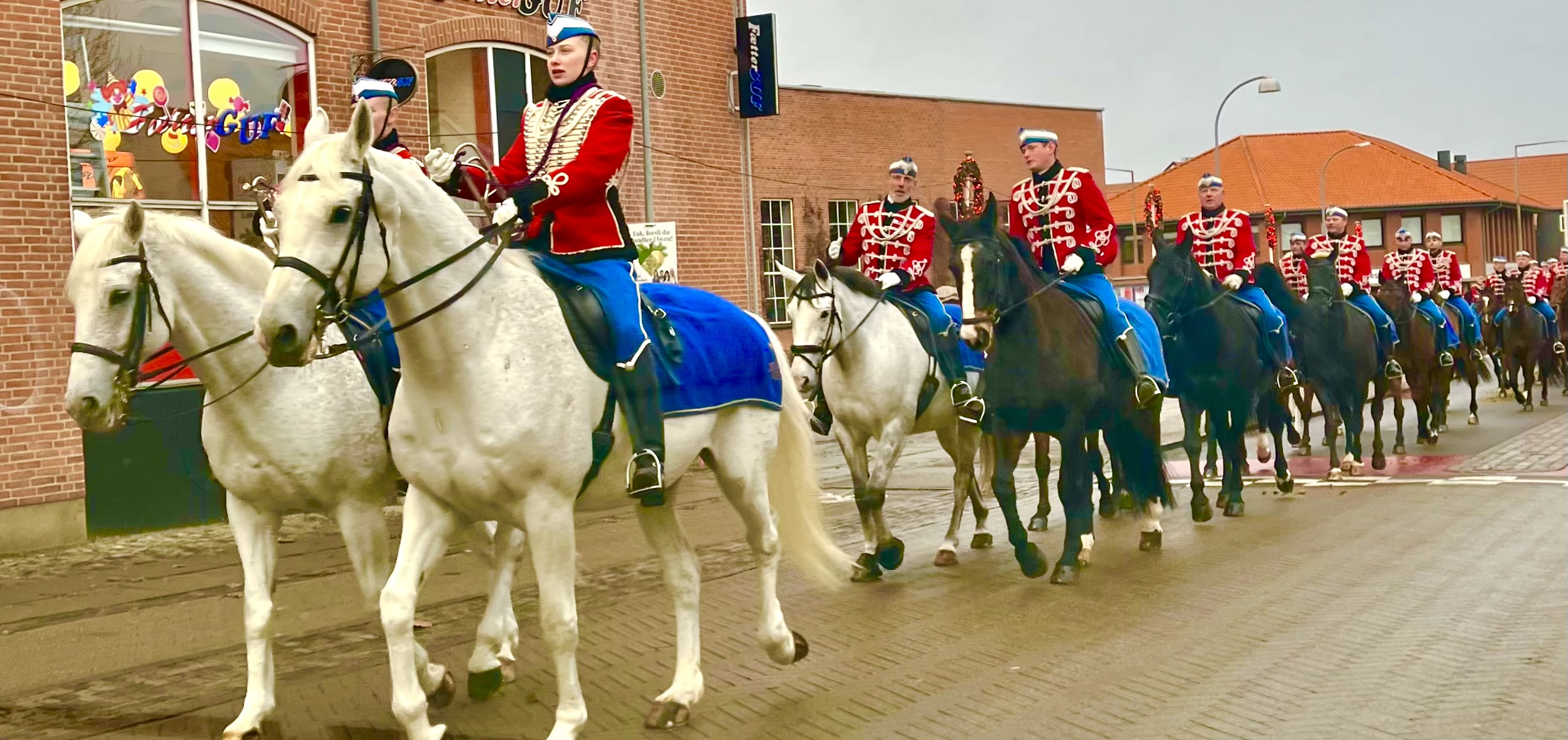
Das Gardehusarregimentet in Slagelse

In der Gardehusarkasernen sind das Gardehusarregimentet und der Stab der zweiten Brigade des dänischen Heeres stationiert.

## Städtepartnerschaften
Offizielle Partnerschaften unterhält die Slagelse Kommune mit folgenden Städten:
- Dargun, Deutschland
- Kragerø, Norwegen
- Motala, Schweden
- Police, Polen
- Vihti, Finnland
- Wenzhou, China[9]

## In der Stadt geboren
- William Christopher Zeise (1789–1847), Chemiker
- Just Michael Hansen (1812–1891), Porträtmaler und Fotograf
- Hilmar Baunsgaard (1920–1989), Politiker
- Ernst von Bertouch (1821–1904), Beamter, Historiker und Publizist
- Sophus Mads Jørgensen (1837–1914), Chemiker
- Peter Alfred Schou (1844–1914), Maler
- Niels Erik Nørlund (1885–1981), Mathematiker und Astronom
- Poul Nørlund (1888–1951), Historiker, Kultur- und Kunsthistoriker
- Ove Hansen (1909–1997), Politiker
- Ibi Trier Mørch (1910–1980), Architektin, Designerin und Silberschmiedin
- Egon Jensen (1922–1985), Politiker
- Marianne Stenbæk (* 1940), dänisch-kanadische Kulturwissenschaftlerin und Journalistin
- Ole Ritter (* 1941), Radsportler
- Karsten Kiilerich (* 1955), Animator und Filmregisseur
- Michael Poulsen (* 1975), Sänger, Songwriter und Gitarrist der Band Volbeat
- Joachim Persson (* 1983), Badmintonspieler
- Niklas Larsen (* 1997), Radrennfahrer